# غوستافو فييرا
غوستافو فييرا (بالإسبانية: Gustavo Viera)‏ (28 أغسطس 1995 في باراغواي - ) هو مدرب كرة قدم ولاعب كرة قدم باراغواياني في مركز الوسط. شارك مع منتخب الباراغواي تحت 20 سنة لكرة القدم. أما مع النوادي، فقد لعب مع نادي كورينثيانز وروبيو نيو ‏.

## وصلات خارجية
- غوستافو فييرا على موقع قاعدة بيانات كرة القدم.إي يو (الإنجليزية)
- غوستافو فييرا على موقع Soccerway.com (الإنجليزية)
- غوستافو فييرا على موقع عالم كرة القدم.نت (الإنجليزية)